# پشه‌های قورباغه‌گز
پشه‌های قورباغه‌گز (نام علمی: Corethrellidae) نام یک تیره از زیرراسته نخ‌شاخان است.